# Zwölf Heilige Hügel von Imerina

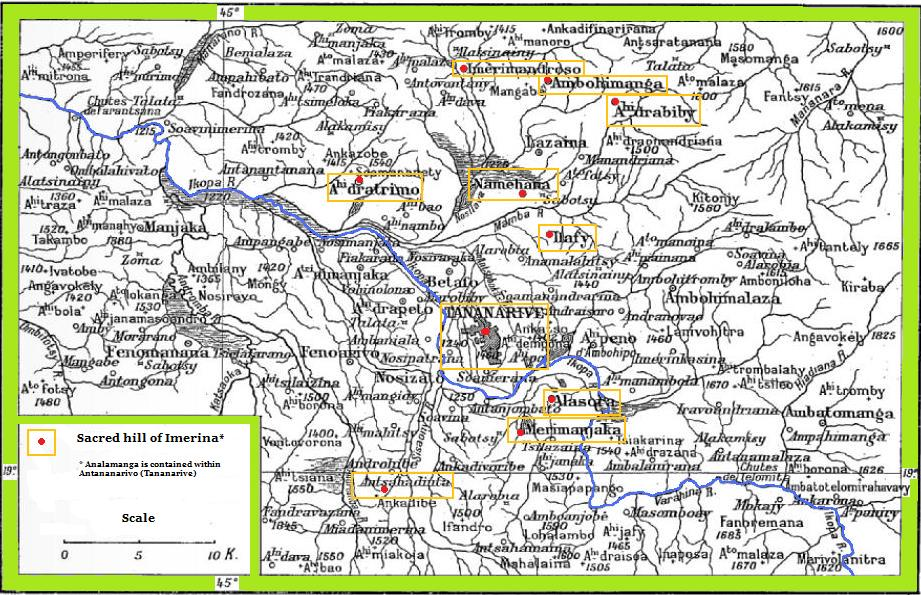
Karte des Hochlands von Madagaskar um Antananarivo.

Die Zwölf Heiligen Hügel von Imerina sind historisch bedeutsame Siedlungen auf Hügeln im Hochland von Madagaskar (Imerina). Sie sind vor allem für das Volk der Merina von großer Bedeutung. Die Hügel dienten oft als Hauptstadt, Geburtsort von Schlüsselfiguren der Geschichte, oder Begräbnisorte für politische und geistliche Führer. Die erste Gesamtschau als „sakrale Orte“ wurde von König Andrianjaka im 17. Jahrhundert berichtet. Die Idee wurde im späten 18. Jahrhundert von König Andrianampoinimerina wieder aufgenommen. Die zwölf ist dabei eher ein Zugeständnis an die mythologische Bedeutung der Zahl in der madegassischen Kosmologie. Heute gibt es nur noch wenige sichtbare Spuren für die Bedeutung dieser Orte, dennoch konnten archäologische und kulturelle Monumente erhalten werden. Die historische Bedeutung der Orte wird am besten deutlich am Rova von Antananarivo bei Analamanga, der alten Befestigten Stadt von Alasora, den Häusern und Gräbern der Adligen Andriana bei Antsahadinta und den Befestigungswerken und Merina-Palästen bei Ambohimanga, die von der UNESCO 2001 in die Liste des Welterbe in Madagaskar aufgenommen wurde.

## Geschichte
Laut der Legende erklärte König Andrianjaka (1610–1630) zwölf Hügel in Imerina zu Heiligtümern aufgrund ihrer historischen, politischen oder geistlichen Bedeutung für die Merina. König Andrianampoinimerina (1787–1810) bestimmte in seiner Regierungszeit wiederum zwölf Hügel, wobei er mehrere von der Liste von Andrianjaka übernahm, aber einige andere ersetzte. Die meisten dieser Hügel dienten früher als Hauptstädte der rivalisierenden Königreiche, die von Andrianampoinimerina erobert und unter seiner Herrschaft vereinigt worden waren.

## Hauptorte
Zwölf ist eine heilige Zahl in der Merina-Kosmologie, daher taucht die Zahl immer wieder auf. So hatte Andrianampoinimerina zwölf Frauen, von denen er eine jede auf einem anderen der zwölf Hügel ansiedelte. In Wirklichkeit hatte er mehr als zwölf Frauen und es gibt auch mehr als zwölf Hügel rund um Antananarivo, die den Status des Heiligen Hügels beanspruchen. Es ist auch strittig, welches diejenigen Hügel waren, die zu Andrianampoinimerinas Liste gehörten, aber die meisten Übereinstimmungen gibt es für die folgenden Orte:

### Alasora

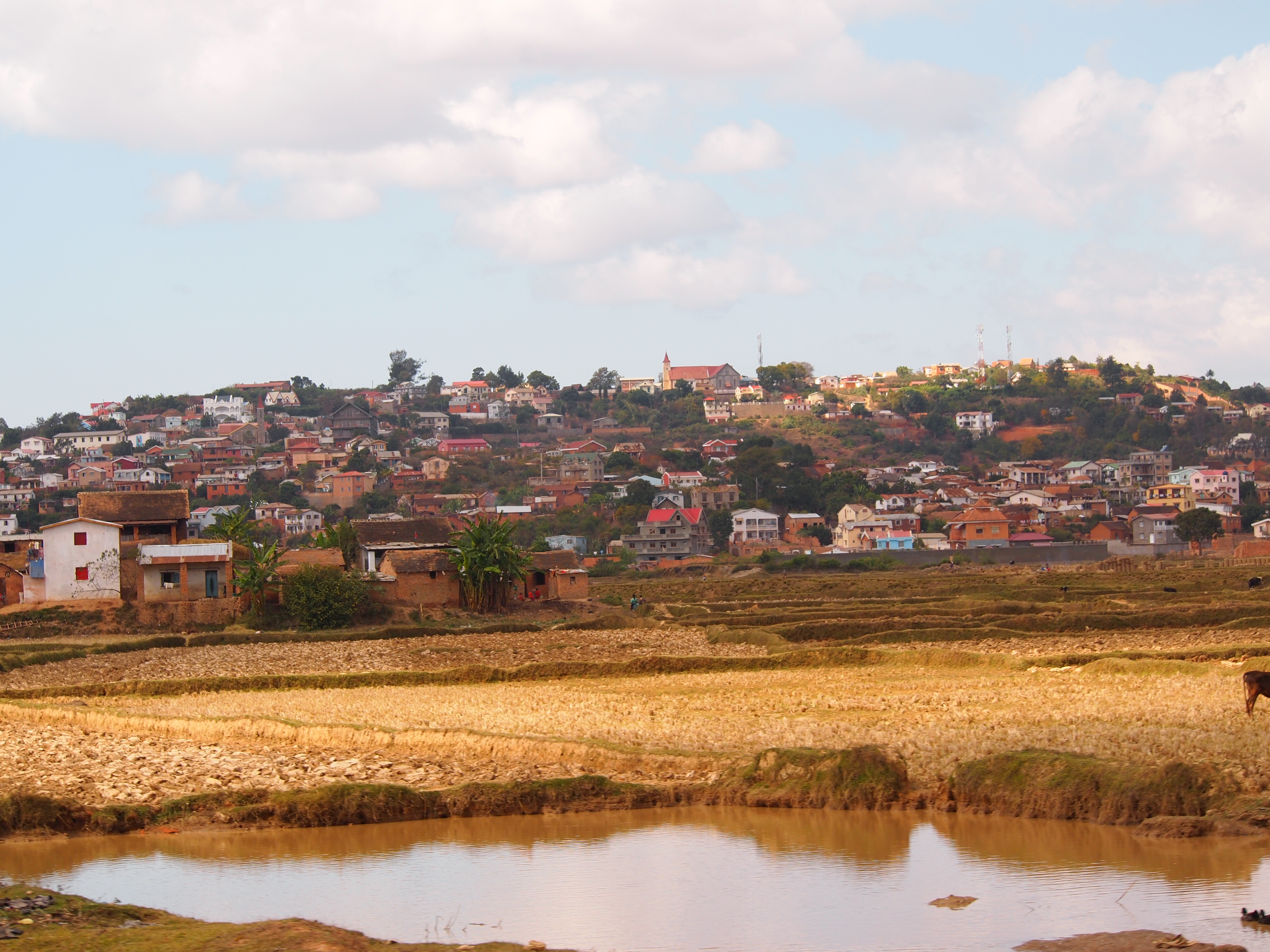
Alasora, 2013.

Alasora (1348 m,  18° 57′ 46″ S, 47° 34′ 10″ O, 15 km nordöstlich von Antananarivo) ist eines der ältesten Dörfer in Imerina. Die Legende sagt, dass es 1490 von Fürst Ramasimparihy gegründet worden war. Als die Vazimba-Königin Rangita (1500–1520) und ihr Bruder Andrianamponga in Imerimanjaka regierten, erhielt der Ort seinen jetzigen Namen. Unter Rangitas Tochter, Königin Rafohy (1520–1540), wurde die Hauptstadt des Fürstentums von Imerimanjaka nach Alasora verlegt. Einige der noch vorhandenen monumentalen Bauwerke wurden unter der Regierung ihres Sohnes, König Andriamanelo (1540–1575), erbaut, unter anderem die hadivory und hadifetsy (Wehrgräben) und die vavahady (ein Stadttor aus einem großen Rollstein) mit gepflanzten aviavy (Feigenbäumen), die das Königtum symbolisieren. Der Stadtplan war Modell für eine ganze Reihe anderer Orte in Imerina. Auch Andriamanelos Grab liegt in Alasora.

### Ambohidrabiby

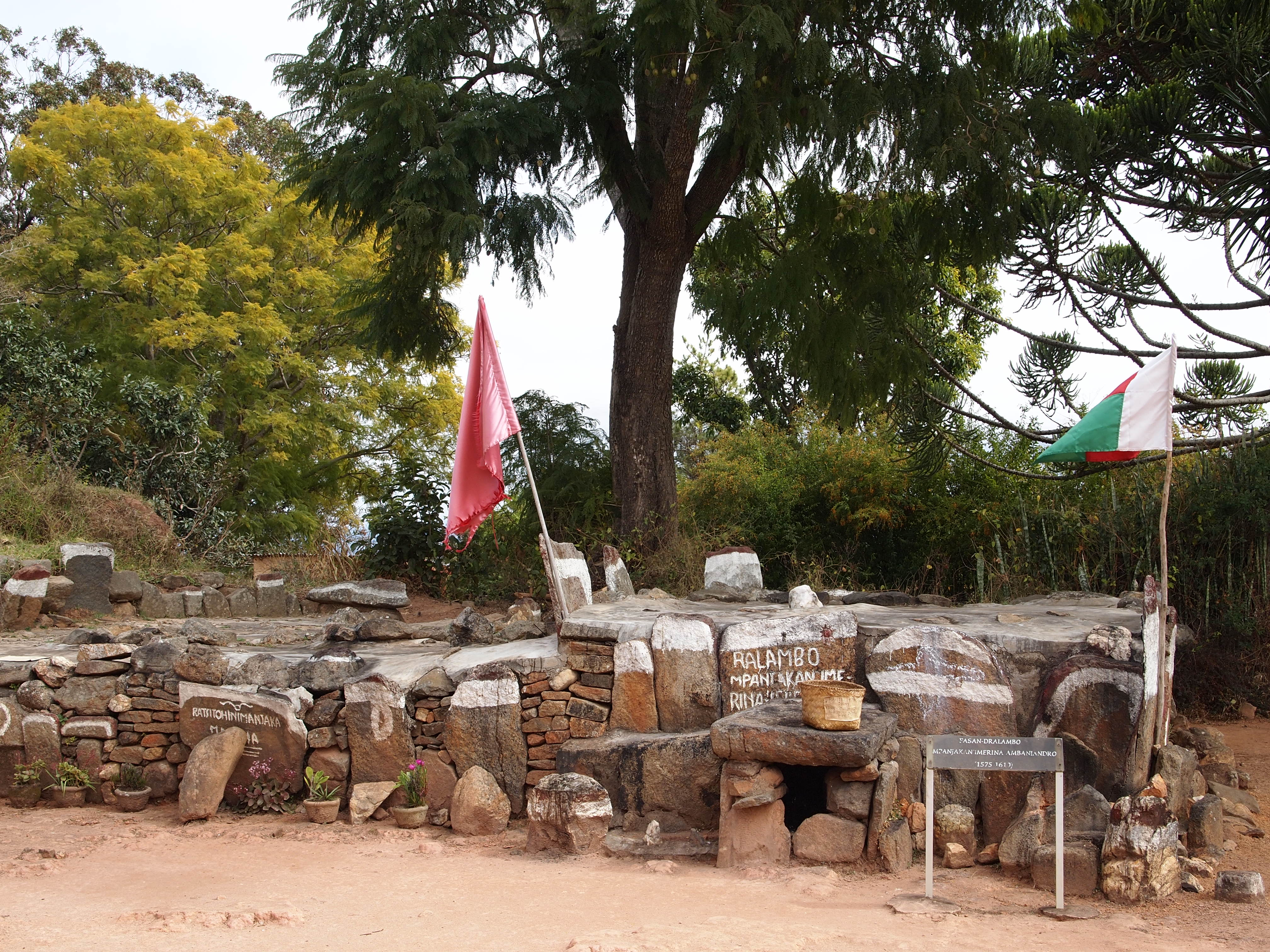
Grab von Ralambo in Ambohitrabiby.

Ambohidrabiby (Ambohitrabiby) (18° 46′ 0″ S, 47° 36′ 1″ O, 20 km nördlich von Antananarivo): An diesem Ort war die Residenz von König Ralambo (1575–1610). Heute wird noch sein Grab gezeigt, zusammen mit dem Grab seines Vazimba-Großvaters Rabiby, eines berühmten Astrologen, nach dem der Hügel benannt ist.

### Ambohidratrimo

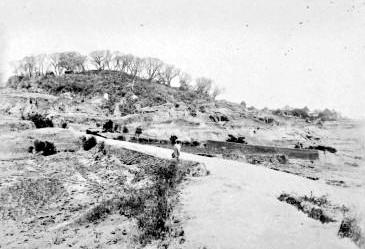
Ambohidratrimo, 1901.

Ambohidratrimo (1352 m, 18° 49′ 36″ S, 47° 26′ 49″ O, 17 km nördlich von Antananarivo) wurde nach König Ratrimo benannt, der Mitte des 12. Jahrhunderts der erste König in dem Gebiet gewesen sein soll. Nach mehreren erfolglosen Versuchen den Hügel zu erobern, konnte Andrianampoinimerina das Königtum letztendlich dadurch in seinen Machtbereich einfügen, dass er seine erste Frau Rambolamasoandro, die Prinzessin von Ambohidratrimo heiratet. Sie gebar ihm den Sohn und Nachfolger Radama I.

### Ambohimanga

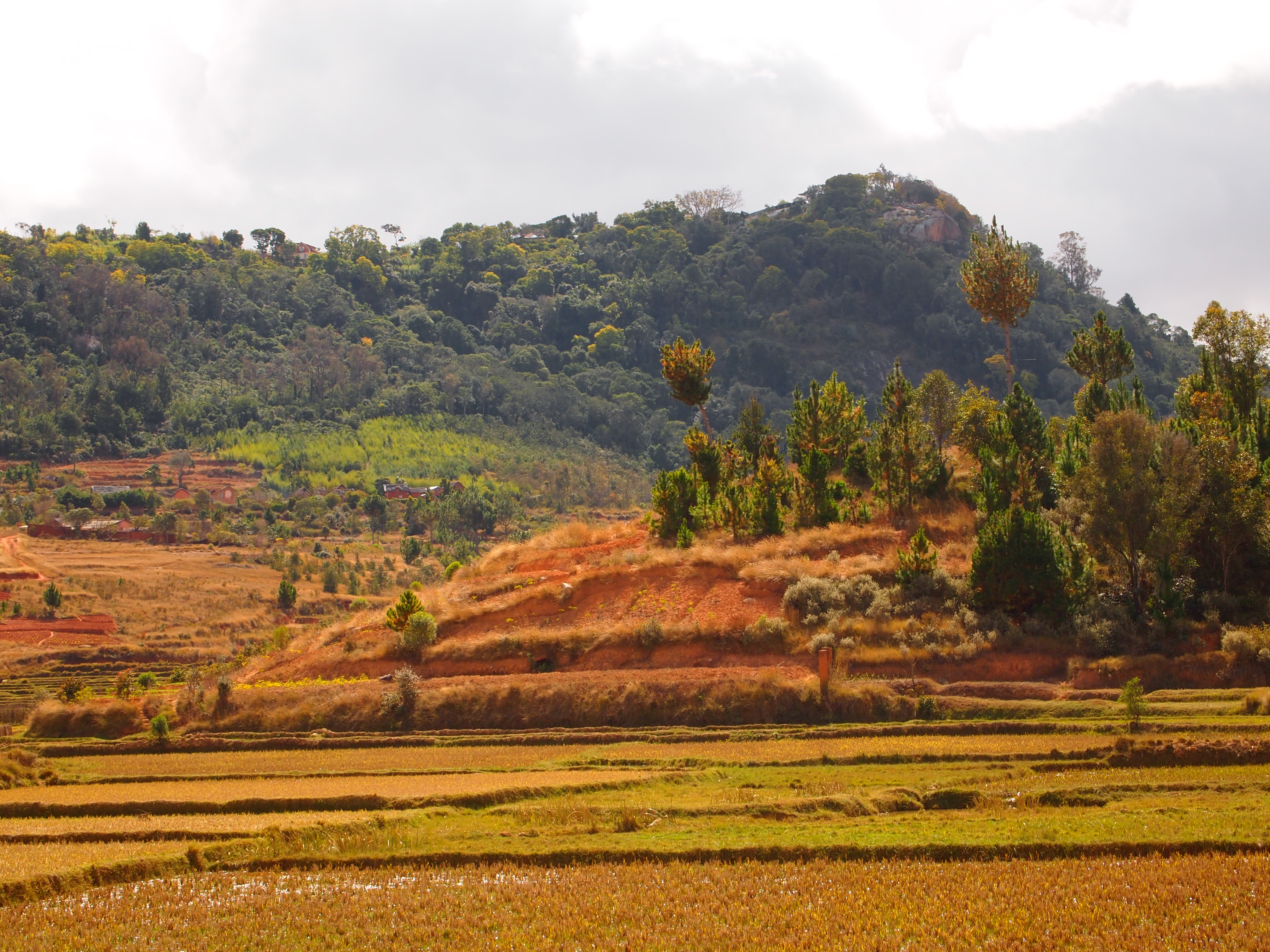
Ambohimanga, 2013.

Ambohimanga („Blauer Hügel“, 1456 m, 18° 45′ 33″ S, 47° 33′ 46″ O, 21 km nördlich von Antananarivo): Residenz der Imerina unter Andrianampoinimerina. Ambohimanga wurde 2001 von der UNESCO zum Welterbe erklärt.

### Analamanga

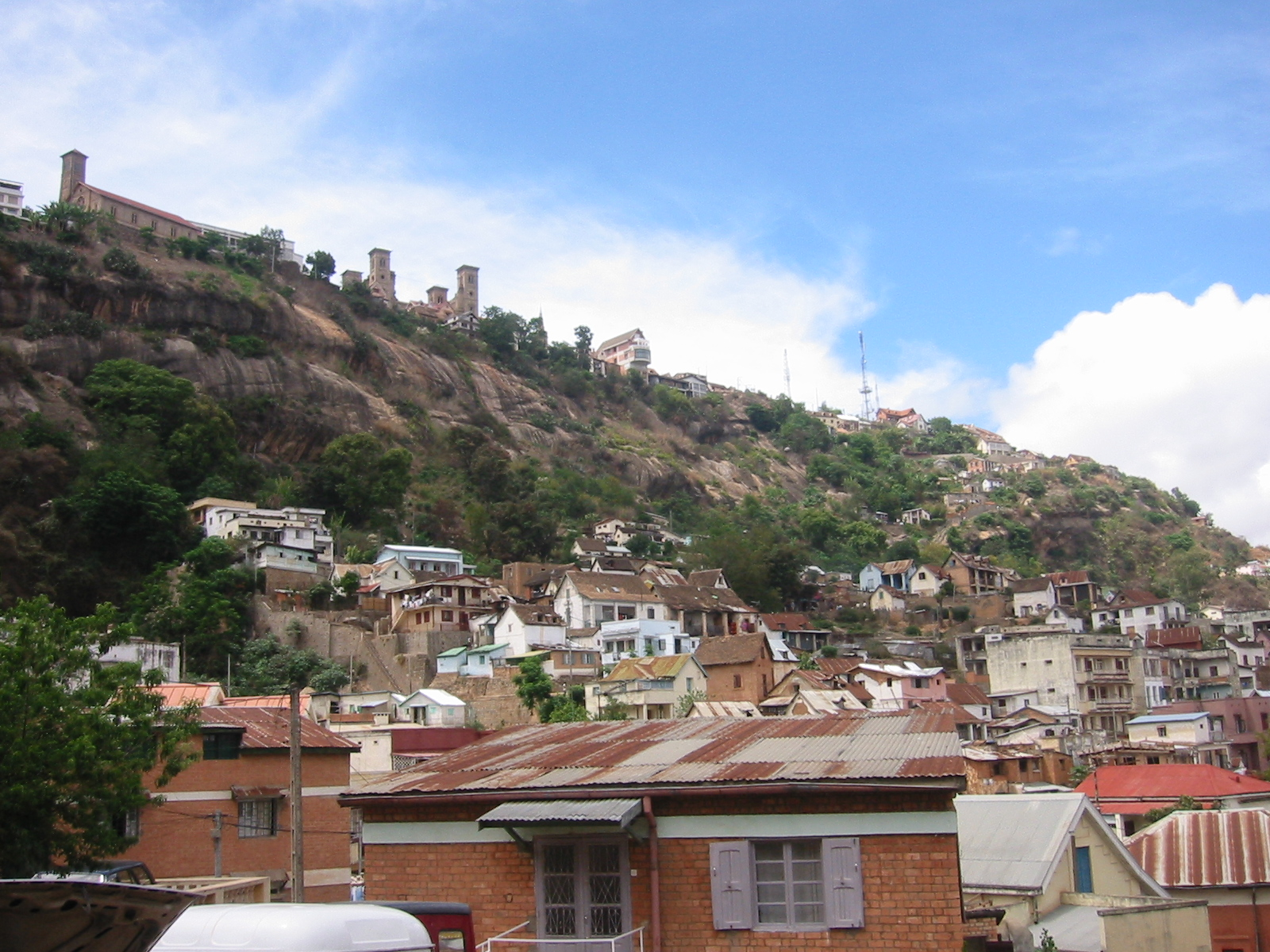
Analamanga, 2005.

Analamanga („Blauer Wald“, 18° 55′ 25″ S, 47° 31′ 56″ O, Zentrum von Antananarivo): Der Rova von Antananarivo ist der höchste Hügel im Gebiet der Hauptstadt Antananarivo. König Andrianjaka (1610–1630) hatte dort seine Residenz erbaut.

### Antsahadinta
Antsahadinta ("Tal des Lauchs", 1390 m, 19° 0′ 50″ S, 47° 27′ 45″ O) war das Machtzentrum des westlichen Imerina. Bis heute stehen dort einige gut erhaltene hölzerne Häuser der Adligen. Eine der ersten 12 öffentlichen Schulen wurde zur Zeit von Radama I. von James Cameron und anderen Missionaren der London Missionary Society gegründet. Es gibt auch noch mehrere bedeutende königliche Gräber die über 700 Jahre zurückgehen. Im Stellenwert der „Königlichen Hügel von Imerina“ wird Antsahadinta nur von Ambohimanga übertroffen.

### Ikaloy
Ikaloy (1435 m, 18° 35′ 44″ S, 47° 38′ 50″ O) ist der Geburtsort von König Andrianampoinimerina. Zu den Überresten der historischen Stadt gehört auch ein vavahady-Stein am Stadttor, verschiedene unbenannte Steingräber und ein gut erhaltenes hölzernes Adelshaus.

### Ilafy
Ilafy (18° 51′ 17″ S, 47° 33′ 54″ O 10 km von Antananarivo) war die Residenz von Andrianjafy (1770–1787). Am Ort befindet sich noch ein bescheidener hölzerner Palast von Radama II. (1861–1863). In Ilafy entstand auch die erste Waffen-Manufaktur in Madagaskar, die von Jean Laborde 1833 errichtet wurde. Das Grab von Radama II. war ursprünglich an diesem Ort. Er wurde 1863 dort begraben, später aber in das Grab von Radama I. verlegt, auf dem Friedhof des Rova von Antananarivo (1897).

### Imerimanjaka

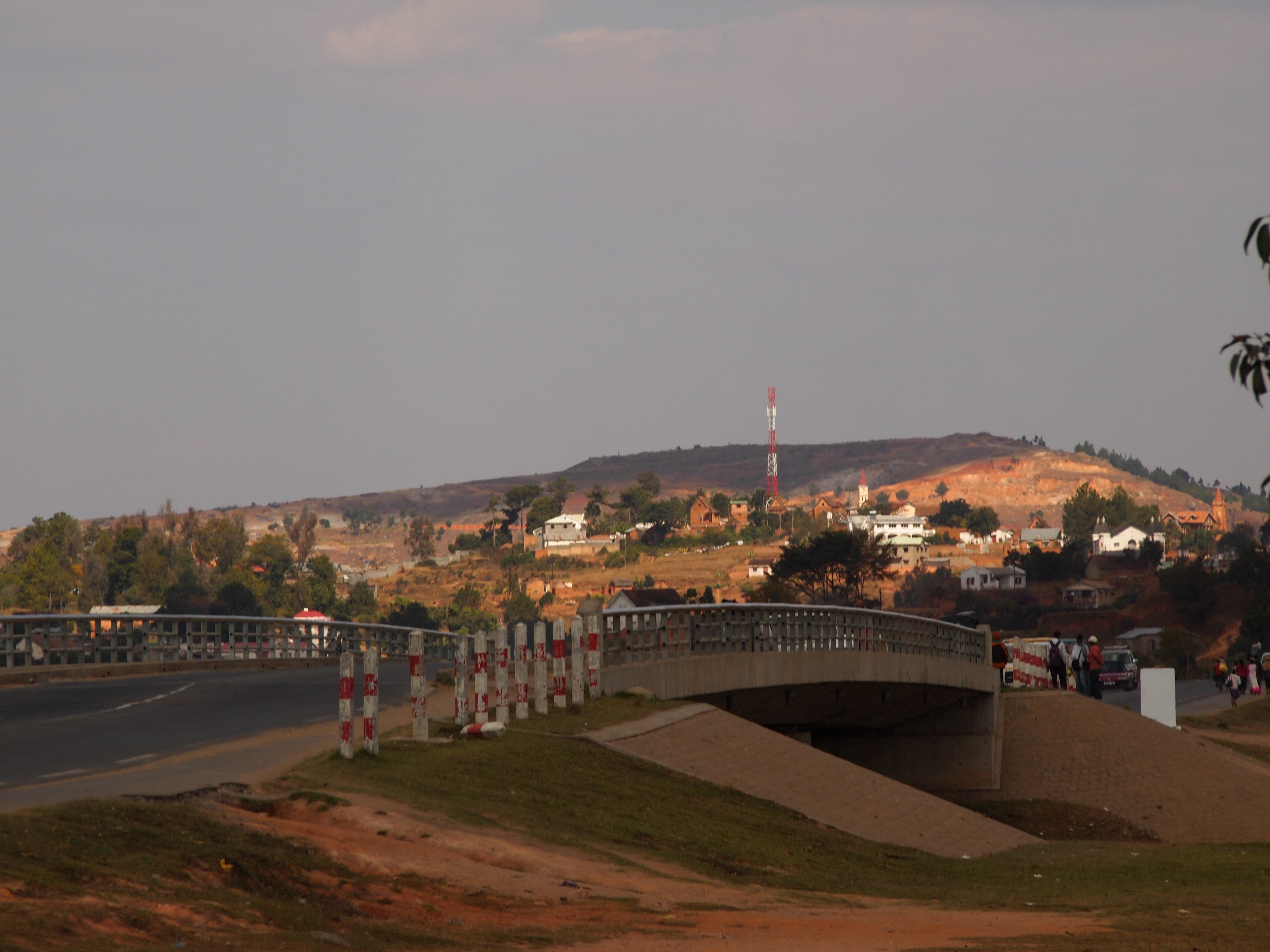
Imerimanjaka, 2013.

Imerimanjaka: (18° 58′ 44″ S, 47° 32′ 52″ O) war der Platz von zwei Gräbern von Vazimba-Königinnen: Rangita und Rafohy, der Mutter von Andriamanelo.

### Imerimandroso
Imerimandroso (17° 25′ 47″ S, 48° 35′ 33″ O) war eine bedeutende Stadt der Vazimba.

### Namehana
Namehana (18° 50′ 3″ S, 47° 32′ 56″ O) war der Ort einer bedeutenden Schlacht im Franko-Hova-Krieg zwischen den Merina und den Franzosen 1895.

## Weitere Hügel

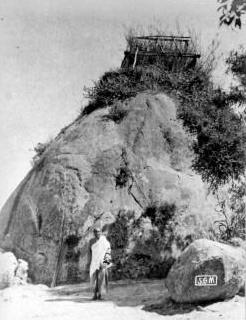
Andriambahoaka-Begräbnisplatz in Ambohiniazy.

Weitere bekannte Orte, die zu den 12 Hügeln gezählt werden:
- Ambohijoky[2][6] (1519 m, 12 km südlich von Antananarivo): Residenz der Königin Rabodo, der 15. Frau von Andrianampoinimerina. Der Höchste der „Zwölf Heiligen Hügel von Imerina“.[14]
- Antongona: Das ummauerte Dorf Amborano mit zwei historischen Holzhäusern aus dem 17. Jahrhundert.
- Androhibe[1][5]
- Ampandrana[2][6]
- Ambohimalaza[6]
- Hiarandriana[5]
- Ambatomanohina[1]
- Ambohidrapeto[4]
- Fenoarivo[6]
- Iharanandriana[6]
- Ambohidrontsy (Ambohihontsy, Ambohimanambola)[6]
- Ambohitrondrana[6]
- Amboatany:[6]
- Ambohiniazy:[6], traditioneller Begräbnisplatz der Andriana (Andriambahoaka).
- Ambohijafy
- Ambohimandranjaka